# 石谷清全
石谷 清全（いしがや きよのり）は、江戸時代中期の旗本。桑原長清の養子。通称は權左衛門。

## 生涯
紀州徳川家家臣、岡本作之丞の息子であったが、遠江石谷氏、石谷政清の子である桑原政重の子孫を称する桑原長清の娘を妻として、長清の跡を継いだ。紀州徳川家では徳川吉宗に仕えていたが、吉宗が将軍になった際に御家人となる。享保元年10月6日（1716年11月19日）小納戸となり、下野国都賀郡に領地500石を賜った。同年12月18日（1717年1月30日）布衣を許された。享保10年7月28日（1725年9月4日）先銕炮頭となる。享保13年4月（1728年）徳川吉宗が日光を参拝する時にそれに従った。元文4年正月11日（1739年2月18日）西ノ丸の留守居となり、同年12月16日（1740年1月14日）従五位下豊前守に叙任された。この日、名字を石谷氏に戻すことを願い出て許された。寛保3年12月20日（1744年2月3日）職を辞し寄合に入った。延享元年11月20日（1744年12月23日）致仕した際、養老料として廩米300俵を賜わった。死後は、丸山の浄心寺に葬られたと言う。

## 子女
- 石谷清昌
佐渡奉行や長崎奉行を務める。
- 女子
高井信房の妻となる。
- 亀井清永（別称：桃之助、内記、平三郎）
  - 亀井忠亮（平三郎）の養子となる。